# Gymnoscelis
Gymnoscelis là một chi bướm đêm thuộc họ Geometridae.

## Các loài
- Gymnoscelis abrogata
- Gymnoscelis acidna Turner, 1904
- Gymnoscelis acutipennis
- Gymnoscelis aenictopa Turner, 1907
- Gymnoscelis albescens
- Gymnoscelis albicaudata
- Gymnoscelis albicetrata
- Gymnoscelis ammocyma
- Gymnoscelis anaxia
- Gymnoscelis anthocleistae
- Gymnoscelis argyropasta
- Gymnoscelis austerula
- Gymnoscelis bassa
- Gymnoscelis biangulata
- Gymnoscelis bicoloria
- Gymnoscelis birivulata
- Gymnoscelis bistrigata
- Gymnoscelis bryoscopa
- Gymnoscelis bucovinata
- Gymnoscelis buruensis
- Gymnoscelis callichlora Turner, 1907
- Gymnoscelis carneata
- Gymnoscelis celaenephes Turner, 1907
- Gymnoscelis celebensis
- Gymnoscelis chlorobapta Turner, 1907
- Gymnoscelis concinna
- Gymnoscelis confusata
- Gymnoscelis conjurata
- Gymnoscelis contrastata
- Gymnoscelis coquina Warren, 1897
- Gymnoscelis crassata
- Gymnoscelis crassifemur
- Gymnoscelis dearmata
- Gymnoscelis deleta
- Gymnoscelis delocyma Turner, 1904
- Gymnoscelis derogata
- Gymnoscelis desiderata
- Gymnoscelis distatica
- Gymnoscelis ectochlora
- Gymnoscelis ectochloros
- Gymnoscelis erymna (Meyrick, 1886)
- Gymnoscelis esakii Inoue, 1955
- Gymnoscelis exangulata
- Gymnoscelis expedita
- Gymnoscelis fasciata
- Gymnoscelis fernandezi
- Gymnoscelis festiva
- Gymnoscelis globulariata
- Gymnoscelis grisea
- Gymnoscelis griseifusa
- Gymnoscelis hagia
- Gymnoscelis hamata
- Gymnoscelis harterti Rothschild, 1915
- Gymnoscelis holocapna Turner, 1922
- Gymnoscelis holoprasia
- Gymnoscelis homogona
- Gymnoscelis hyperocha
- Gymnoscelis idiograpta
- Gymnoscelis imparatalis
- Gymnoscelis imperviata
- Gymnoscelis improbata
- Gymnoscelis incertata
- Gymnoscelis indicata
- Gymnoscelis inexpressa
- Gymnoscelis insulariata
- Gymnoscelis ischnophylla Turner, 1942
- Gymnoscelis jubilata
- Gymnoscelis kennii Turner, 1922
- Gymnoscelis latipennis
- Gymnoscelis lavella
- Gymnoscelis lindbergi
- Gymnoscelis lophopus Turner, 1904
- Gymnoscelis lundbladi
- Gymnoscelis maculilinea
- Gymnoscelis merochyta
- Gymnoscelis mesophoena Turner, 1907
- Gymnoscelis minima (Warren, 1897)
- Gymnoscelis minutissima
- Gymnoscelis nasuta
- Gymnoscelis nephelota
- Gymnoscelis nepotalis
- Gymnoscelis nigra
- Gymnoscelis nigrescens
- Gymnoscelis nigrofasciata
- Gymnoscelis nigrostriata
- Gymnoscelis oblenita
- Gymnoscelis obsolescens
- Gymnoscelis obtusata
- Gymnoscelis occidentalis
- Gymnoscelis ochriplaga
- Gymnoscelis olsoufieffae
- Gymnoscelis opta
- Gymnoscelis oribiensis
- Gymnoscelis pallidirufa
- Gymnoscelis palmata
- Gymnoscelis parvularia
- Gymnoscelis pauxillaria
- Gymnoscelis perangusta
- Gymnoscelis perpusilla Turner, 1942
- Gymnoscelis phoenicopus
- Gymnoscelis poecilimon
- Gymnoscelis polyclealis (Walker, 1859)
- Gymnoscelis polycleata
- Gymnoscelis polyodonta
- Gymnoscelis postgenitata
- Gymnoscelis protracta
- Gymnoscelis pseudofluctuosa
- Gymnoscelis pumilata
- Gymnoscelis puncta
- Gymnoscelis pyrissous
- Gymnoscelis recictaria
- Gymnoscelis refusaria
- Gymnoscelis roseifascia
- Gymnoscelis rousseli
- Gymnoscelis rubricata
- Gymnoscelis rufifasciata (Haworth, 1809) –
- Gymnoscelis sara
- Gymnoscelis schulzi
- Gymnoscelis semialbida
- Gymnoscelis semipurpurea
- Gymnoscelis semivinosa
- Gymnoscelis silvicola Vojnits, 1994
- Gymnoscelis solmafua
- Gymnoscelis spodias Turner, 1922
- Gymnoscelis subpumilata Inoue, 1972
- Gymnoscelis subrufata Warren, 1898
- Gymnoscelis subtristigera
- Gymnoscelis tanaoptila Turner, 1907
- Gymnoscelis taprobanica
- Gymnoscelis tempestivata
- Gymnoscelis tenebrata
- Gymnoscelis tenera
- Gymnoscelis tibialis
- Gymnoscelis tongaica
- Gymnoscelis transapicalis
- Gymnoscelis tripartita
- Gymnoscelis tristrigosa (Butler, 1880)
- Gymnoscelis tyloceia
- Gymnoscelis upolensis
- Gymnoscelis varians

## Hình ảnh

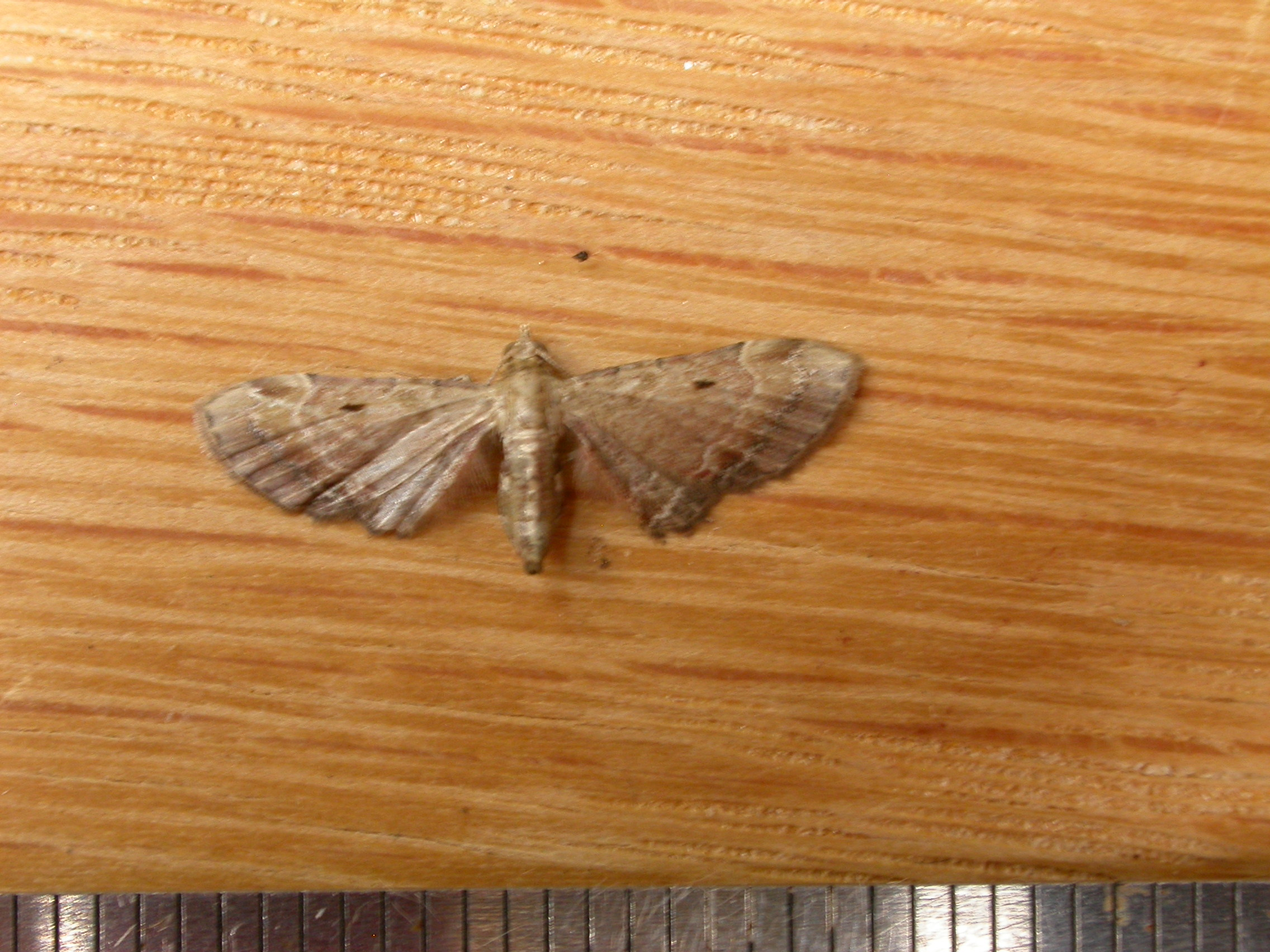
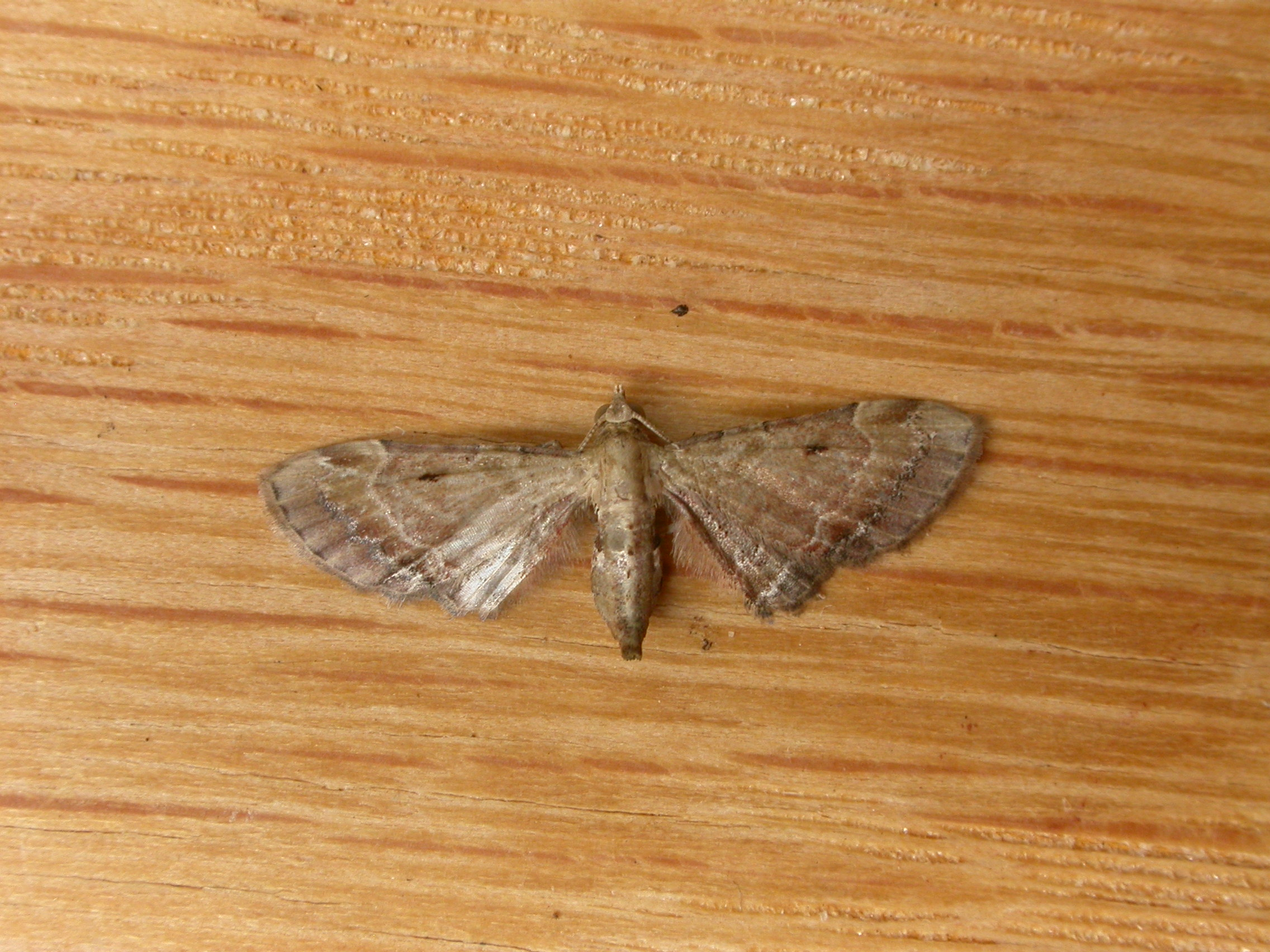